# Giuseppe Crippa
Giuseppe Crippa (Bergamo, 9 luglio 1946) è un politico italiano.

## Biografia
Operaio, impegnato in politica con il Partito Comunista Italiano. Nel 1983 viene eletto alla Camera dei Deputati, venendo confermato anche dopo le elezioni del 1987. Dopo la svolta della Bolognina aderisce al Partito Democratico della Sinistra, termina il mandato parlamentare nel 1992.
Nel 1995 diventa consigliere comunale col PDS a Dalmine, restando in carica fino al 1999.